# Mônica Martelli
Mônica Garcia Assis OMC (Macaé, 17 de maio de 1968), mais conhecida pelo nome artístico Mônica Martelli, é uma atriz de cinema, comediante, dramaturga, cronista, escritora, diretora, jornalista e apresentadora brasileira. Estrela do filme Minha Vida em Marte. Conhecida por abordar temas femininos com leveza e humor e representar a figura da mulher em seus filmes.
Conheceu o teatro enquanto fazia faculdade de jornalismo, onde ingressou em um curso e logo foi para a Casa das Artes de Laranjeiras, tendo como seu primeiro trabalho na área a peça "Torturas do Coração", aos 21 anos. A estreia na televisão foi no humorístico Chico Total, onde atuou por dois anos até participar do elenco da telenovela Por Amor.
Em 2005, começou a encenar o espetáculo Os Homens São de Marte...e É pra Lá que Eu Vou, que ganhou grande sucesso, levando a atriz a trabalhar em Portugal. A peça teve uma adaptação cinematográfica homônima nove anos depois, que ganhou o posto de filme nacional mais assistido de 2014, além de ganhar o Grande Prêmio do Cinema Brasileiro de 2015 e uma série de televisão. Também foi a protagonista da série Dilemas de Irene, de um episódio de As Canalhas e é apresentadora do programa Saia Justa, do GNT. A atriz tem uma filha, Julia, nascida em 2009.

## Biografia e Carreira

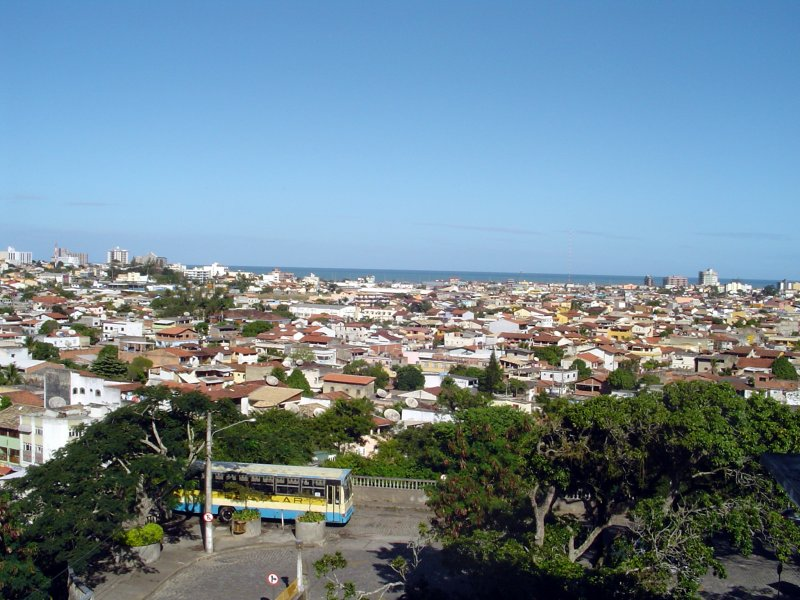
Visão da cidade de Macaé, cidade natal de Mônica Martelli.

Mônica Garcia Assis nasceu no interior fluminense, na cidade de Macaé, em 17 de maio de 1968, em uma família de classe média alta, ligada a política. Filha de Antônio Carlos de Assis, um empresário e vereador, cujo apelido era Capitão, e de Marilena Garcia, uma vereadora. Seus pais se separaram quando a atriz era criança. Mônica tem dois irmãos: Guto, o mais velho, e Susana, a caçula, e também um meio-irmão por parte de pai, mais novo, chamado Antônio Sérgio, fruto do segundo casamento de seu pai com a dona de casa Gislaine, casamento este que seu pai teve até falecer.
Em busca de melhores oportunidades profissionais, sua mãe mudou-se para o Rio de Janeiro com os três filhos, quando Mônica tinha doze anos de idade. Aos dezoito anos foi aprovada no vestibular para cursar Direito, mas após um ano, interessada em artes cênicas, deixou os estudos universitários e mudou-se sozinha para os Estados Unidos, para fazer cursos de cinema e dramaturgia. Para sustentar-se enquanto estudava, Mônica trabalhou durante dois anos como maquiadora. Voltou para o Brasil aos 20 anos, e sem ter conseguido muitas oportunidades na área artística, foi aprovada em outro vestibular e começou a cursar Jornalismo, curso este no qual formou-se, mas nunca exerceu a profissão. Durante o período da faculdade, voltou a interessar-se por artes cênicas, e decidiu iniciar um curso profissionalizante de teatro, ingressando, então, na Casa das Artes de Laranjeiras, conseguindo tirar sua carteira profissional de atriz após um ano. A primeira peça em que interpretou foi Torturas do Coração, de Ariano Suassuna, aos 21 anos.
Após passar seis anos trabalhando como atriz de teatro, em pequenas peças amadoras, decidiu que queria trabalhar na TV, e assim, fez um teste para a Rede Globo, tendo sido aprovada. Sua estreia na televisão foi em 1995 no programa humorístico Chico Total. Foi no programa que o comediante Chico Anysio a convenceu a adotar outro nome, pois Mônica Garcia soava como um cacófato. Mônica buscou em sua árvore familiar, e achou Martelli, o sobrenome de solteira de uma tataravó paterna, que era italiana, e então sugeriu este à Chico, que aprovou, e a atriz passou a usar o nome artístico Mônica Martelli. Logo depois participou de Por Amor, como Paula, uma secretária que vive sendo assediada por seu patrão Arnaldo (Carlos Eduardo Dolabella). A atriz seguiu fazendo várias participações na televisão. Como a própria descreveu para a Revista Status, "alguma coisa não acontecia". Foi então que teve a ideia de fazer o próprio espetáculo. Em 2005, Martelli estreou este espetáculo, que começou numa sala para 100 pessoas e foi adquirindo grande sucesso. O sucesso da peça fez com que ela participasse dos longas Trair e Coçar É Só Começar, O Gatão de Meia-Idade e Só por Hoje. Antes da peça, Monica já havia atuado em varias outras, tais como, Torturas de um Coração, Bonitinha, mas Ordinária, Cabaré Valentim, A Alma Quando Sonha é Teatro, A Ira de Aquiles, Odisséia, Os Saltimbancos, É Show, Guerreiras do Amor, Atacado e Varejo, Aurora – O Crepúsculo dos Gêmeos.
Depois de algum tempo trabalhando na peça "Os Homens São de Marte... e É para Lá Que Eu Vou", Mônica foi convidada pelo diretor Rogério Gomes para a telenovela Beleza Pura, em 2008. Nela, a atriz interpretava Helena, que é obrigada a se disfarçar do marido Mateus (Rodrigo Veronese), para conseguir um bom emprego para custear o tratamento do filho. Meses depois fez uma participação na série Casos e Acasos como Valéria. Em novembro do mesmo ano, a atriz estreou como protagonista da série Dilemas de Irene, que narra dilemas da mulher moderna. Em 2009, a atriz deu Julia Marques à luz, fruto de seu casamento com o produtor musical Jerry Marques.
Seu retorno à televisão se deu à segunda versão da telenovela Ti Ti Ti (2010) como Dorinha, uma ex-modelo avarenta que tem sua fortuna (roubada do ex-marido) roubada pelo namorado e tem de trabalhar como tutora das modelos iniciantes. Em agosto do ano seguinte a atriz volta com a série Dilemas de Irene. Mônica estreou como apresentadora no programa Saia Justa, na temporada de 2013, tendo início no dia 6 de março. Também foi a protagonista de um dos episódios da série As Canalhas, vivendo Amélia, produtora de elenco que tem um caso com um garoto, sem saber que ele é o namorado de sua filha.
Depois de nove anos em cartaz com sua aclamada peça, a atriz protagonizou uma adaptação cinematográfica. Os Homens São de Marte... E É Pra Lá que Eu Vou estreou em 29 de março de 2014 nos cinemas brasileiros, dirigido por Marcus Baldini e produzida pela Biônica Filmes. A comédia atraiu grandemente o público conseguindo mais de 370 mil espectadores em sua primeira semana. No segundo semestre do ano, o filme ocupou o posto de filme nacional mais assistido de 2014, levando 1,76 milhão de pessoas ao cinema e faturado 21,4 milhões de reais, superando o também lançado S.O.S. Mulheres ao Mar, e venceu na categoria "Melhor Longa-metragem de Comédia" no 14.° Grande Prêmio do Cinema Brasileiro. Além de continuar nos teatros e cinemas, Os Homens São de Marte... E É Pra Lá que Eu Vou também ganhou uma adaptação televisiva. A série teve estreia em 25 de setembro de 2014 pelo GNT. Em 1 de outubro de 2015 estreou uma segunda temporada.
Mônica tem crônicas publicadas nas revistas Criativa e Época e já escreveu para outras, como a Vogue. A peça "Os Homens São de Marte... e é Para Lá Que Vou" já foi encenada em Portugal. Mônica já foi indicada ao Prêmio Shell na categoria "Melhor Atriz" e ao Prêmio Contigo na categoria "Melhor Autora". Conquistou o Prêmio Qualidade Brasil  como "Melhor Atriz" e "Melhor Peça".
Em junho de 2017, estreou no rádio apresentando as terças o programa Papo de Almoço, na Rádio Globo. Porém, devido a incapacidade de horários, ela deixou a atração em 25 de julho.
Em 2025, Martineli foi agraciada como cavaleira da Ordem do Mérito Cultural.

## Vida Pessoal
Em 1998 iniciou um namoro com o produtor musical Jerry Marques. Em 2001 foram morar juntos. Engravidou sem planejar, mas sofreu um aborto espontâneo aos dois meses de gestação. Muito abalada, a atriz, então, planejou ter um filho, e três meses depois engravidou, mas sofreu outro aborto, com um mês de gravidez. Mônica e Jerry oficializaram a união conjugal em 2002, no civil e religioso,  e dias depois descobriu uma nova gestação, mas mas sofreu seu terceiro aborto espontâneo, aos quatro meses de gestação. Sua irmã era sua obstetra e ultrassonografista, tendo que lhe dar essa triste notícia. Em entrevistas revelou que a partir desse momento, havia desistido da maternidade, por estar muito frustrada e deprimida, tanto com sua vida pessoal, quanto com sua carreira, que não ia para frente, como ela gostaria. Nessa época decidiu que não só mais iria interpretar, mas produzir peças de teatro, e em 2005 escreveu o maior sucesso de sua carreira: "Os Homens São de Marte... e É para Lá Que Eu Vou", que virou peça de teatro e filme, e foi um sucesso de bilheteria. Em entrevistas revelou que mesmo seu reconhecimento profissional tendo chegado apenas quando completou 36 anos, sempre esteve muito grata e feliz.
Em 2008 decidiu voltar atrás em sua decisão, e voltou a tentar engravidar pela última vez, mas dessa vez fazendo uma fertilização in vitro, com seus próprios óvulos e o espermatozoide de seu marido, que concordou em apoiá-la. Após a primeira tentativa, engravidou. A gravidez evoluiu bem, e em 02 de setembro de 2009 deu à luz sua única filha, Júlia Garcia Marques, nascida de parto cesariana, no Rio de Janeiro. Exatamente um ano antes de ganhar sua filha, a atriz havia perdido seu pai, que faleceu aos 73 anos, vítima de câncer. Ele foi sepultado em Macaé, com a bandeira do Fluminense, seu time do coração. Seu pai deixou quatro filhos e três netos.
Em entrevistas revelou que faz psicoterapia desde os 25 anos de idade, e que durante seu casamento, ela e seu ex-marido faziam terapia de casal. Devido a constantes divergências conjugais, divorciou-se do pai de sua filha em 2012, mantendo um relacionamento amigável com ele. A guarda da menina ficou com Mônica, e seu ex-marido visita a filha aos finais de semana.
Após manter relacionamentos casuais com homens anônimos e famosos, assumiu em 2018 estar em um relacionamento sério com o empresário italiano Fernando Altério, que é dezesseis anos mais velho que a artista. Ele é dono da multinacional Time For Fun, uma produtora de eventos de renome mundial. Desde 2019 a atriz vive em um apartamento em São Paulo junto com sua filha, para estar mais perto de seu atual namorado, que mora na cidade.

## Filmografia

### Televisão
| Ano     | Título                    | Personagem                | Nota                            |
| ------- | ------------------------- | ------------------------- | ------------------------------- |
| 1996    | Chico Total               | Vários personagens        |                                 |
| 1997-98 | Por Amor                  | Paula Medeiros            |                                 |
| 2001    | Os Maias                  | Consuelo                  |                                 |
| 2002-04 | Zorra Total               | Vários personagens        |                                 |
| 2003-04 | Sob Nova Direção          | Jessica L'amour           |                                 |
| 2005    | Cilada                    | Diana                     | Episódio: "Motel"               |
| 2006    | Carga Pesada              | Diléia                    | Episódio: "Reencontro às Cegas" |
| 2006    | Pé na Jaca                | Elisa                     | Episódios: "1-23 dezembro"      |
| 2007    | Mandrake                  | Lígia                     |                                 |
| 2008    | Beleza Pura               | Helena Astragão / Mateus  |                                 |
| 2008-11 | Dilemas de Irene          | Irene                     |                                 |
| 2010    | Ti Ti Ti                  | Isadora Bacelar (Dorinha) |                                 |
| 2011    | Dança dos Famosos         | Participante (5º lugar)   | Temporada 8                     |
| 2013-21 | Saia Justa                | Apresentadora             | [ 16 ]                          |
| 2013    | As Canalhas               | Amélia                    | Episódio: "Amélia"              |
| 2014-19 | Os Homens São de Marte... | Fernanda Ventura          |                                 |
| 2017    | Detetives do Prédio Azul  | Bruxa Tulipa das Plantas  | Episódio: "A Planta Tudívora"   |
| 2019    | Viver do Riso             | Ela mesma                 |                                 |
| 2022    | Em Relacionando Sério     | Apresentadora             |                                 |

### Cinema
| Ano  | Título                                          | Personagem      | Notas                         |
| ---- | ----------------------------------------------- | --------------- | ----------------------------- |
| 2001 | Pedro Pintor em Auto Retrato                    | —               | Curta-metragem                |
| 2006 | Trair e Coçar É Só Começar                      | Lígia           |                               |
| 2006 | O Gatão de Meia-Idade                           | Ana             |                               |
| 2007 | Só por Hoje                                     | —               |                               |
| 2008 | Alucinados                                      | Júlia           |                               |
| 2013 | Minha Mãe É Uma Peça - O Filme                  | Mônica          |                               |
| 2014 | Os Homens São de Marte... E É Pra Lá que Eu Vou | Fernanda Garcia | também roteirista e produtora |
| 2016 | Entre os Homens de Bem                          | Ela mesma       | Documentário                  |
| 2018 | Minha Vida em Marte                             | Fernanda Garcia | também roteirista e produtora |

## Rádio
| Ano  | Título         | Papel         |
| ---- | -------------- | ------------- |
| 2017 | Papo de Almoço | Apresentadora |

## Teatro
| Ano           | Título                                          | Personagem |
| ------------- | ----------------------------------------------- | ---------- |
| 1989-1990     | Torturas do Coração                             | Ana        |
| 1992          | A Ira de Aquiles                                | Homem      |
| 2002          | Boeing Boeing                                   | Judith     |
| 2003-2004     | Aurora - O Crepúsculo dos Gêmeos                | Cortesã    |
| 2005-2016     | Os Homens São de Marte... e É pra Lá que Eu Vou | Fernanda   |
| 2017-presente | Minha Vida em Marte                             | Fernanda   |

## Prêmios e indicações
| Ano  | Prêmio                              | Categoria                          | Nomeações                                       | Resultado | Ref    |
| ---- | ----------------------------------- | ---------------------------------- | ----------------------------------------------- | --------- | ------ |
| 2005 | Prêmio Shell de Teatro              | Melhor Atriz                       | Os Homens São de Marte...e É pra Lá que Eu Vou  | Indicado  | [ 11 ] |
| 2006 | Prêmio Arte Qualidade Brasil        | Melhor Atriz                       | Os Homens São de Marte...e É pra Lá que Eu Vou  | Venceu    | [ 11 ] |
| 2006 | Prêmio Arte Qualidade Brasil        | Melhor Peça                        | Os Homens São de Marte...e É pra Lá que Eu Vou  | Venceu    | [ 11 ] |
| 2007 | Prêmio Contigo! de Teatro           | Melhor Autora                      | Os Homens São de Marte...e É pra Lá que Eu Vou  | Indicado  | [ 11 ] |
| 2015 | Prêmio Guarani de Cinema Brasileiro | Melhor Atriz                       | Os Homens São de Marte... e É pra lá que Eu Vou | Indicado  |        |
| 2017 | Prêmio do Humor                     | Melhor Texto                       | Minha Vida em Marte                             | Indicado  | [ 39 ] |
| 2017 | Prêmio do Humor                     | Melhor Performance                 | Minha Vida em Marte                             | Indicado  | [ 39 ] |
| 2018 | Prêmio APTR de Teatro               | Melhor Atriz                       | Minha Vida em Marte                             | Indicado  | [ 40 ] |
| 2018 | Prêmio APTR de Teatro               | Melhor Autora                      | Minha Vida em Marte                             | Indicado  | [ 40 ] |
| 2018 | Prêmio Men of the Year Brasil       | Entretenimento (com Paulo Gustavo) | Minha Vida em Marte                             | Venceu    |        |